# 秋川滝美
秋川 滝美（あきかわ たきみ）は、日本の小説家。

## 経歴
2012年4月よりウェブ上で小説を公開。2012年10月に『いい加減な夜食』でデビュー。
代表作『居酒屋ぼったくり』が2018年に連続ドラマ化されている。

## 作品リスト

### 単行本

#### いい加減な夜食シリーズ
1. いい加減な夜食（2012年10月 アルファポリス／2015年2月 アルファポリス文庫）
2. いい加減な夜食2（2013年3月 アルファポリス／2015年3月 アルファポリス文庫）
3. いい加減な夜食3（2013年10月 アルファポリス／2015年4月 アルファポリス文庫）
4. いい加減な夜食 外伝 陰の男たち（2014年11月 アルファポリス／2015年7月 アルファポリス文庫）
5. いい加減な夜食4（2016年4月 アルファポリス／2017年3月 アルファポリス文庫）

#### ありふれたチョコレートシリーズ
1. ありふれたチョコレート（2013年7月 アルファポリス／2015年11月 アルファポリス文庫）
2. ありふれたチョコレート2（2014年1月 アルファポリス／2016年2月 アルファポリス文庫）

#### 居酒屋ぼったくりシリーズ
1. 居酒屋ぼったくり（2014年5月 アルファポリス／2018年3月 アルファポリス文庫）
2. 居酒屋ぼったくり2（2014年10月 アルファポリス／2018年5月 アルファポリス文庫）
3. 居酒屋ぼったくり3（2015年3月 アルファポリス／2018年7月 アルファポリス文庫）
4. 居酒屋ぼったくり4（2015年10月 アルファポリス／2018年10月 アルファポリス文庫）
5. 居酒屋ぼったくり5（2016年3月 アルファポリス／2018年12月 アルファポリス文庫）
6. 居酒屋ぼったくり6（2016年10月 アルファポリス／2019年4月 アルファポリス文庫）
7. 居酒屋ぼったくり7（2017年2月 アルファポリス／2019年5月 アルファポリス文庫）
8. 居酒屋ぼったくり8（2017年10月 アルファポリス／2019年12月 アルファポリス文庫）
9. 居酒屋ぼったくり9（2018年3月 アルファポリス／2020年2月 アルファポリス文庫）
10. 居酒屋ぼったくり10（2018年10月 アルファポリス／2020年6月 アルファポリス文庫）
11. 居酒屋ぼったくり11（2019年3月 アルファポリス／2020年8月 アルファポリス文庫）
12. 居酒屋ぼったくり おかわり!（2019年12月 アルファポリス／2020年11月 アルファポリス文庫）
13. 居酒屋ぼったくり おかわり!2（2021年3月 アルファポリス／2022年4月 アルファポリス文庫）
14. 居酒屋ぼったくり おかわり!3（2022年8月 アルファポリス／2024年2月 アルファポリス文庫）

#### 放課後の厨房男子シリーズ
1. 放課後の厨房男子 男子校包丁部（2015年7月 幻冬舎／2017年9月 幻冬舎文庫）
2. 放課後の厨房男子 男子校包丁部 進路篇（2016年10月 幻冬舎／2018年10月 幻冬舎文庫）- 文庫版では「野獣飯？篇」に改題
3. 放課後の厨房男子 男子校包丁部 まかない飯篇（2017年9月 幻冬舎／2019年8月 幻冬舎文庫）
4. 田沼スポーツ包丁部!（2018年11月 幻冬舎／2021年8月 幻冬舎文庫）

#### 幸福な百貨店シリーズ
1. 幸福な百貨店（2015年11月 講談社／2018年5月 講談社文庫）
2. 幸福な百貨店 デパ地下おにぎり騒動（2017年5月 講談社／2019年4月 講談社）
3. 幸福な百貨店 催事場で蕎麦屋呑み（2018年5月 講談社／2020年1月 講談社文庫）

#### ひとり旅日和シリーズ
1. ひとり旅日和（2019年10月 KADOKAWA／2021年10月 角川文庫）
2. ひとり旅日和 縁結び!（2020年11月 KADOKAWA／2022年10月 角川文庫）
3. ひとり旅日和 運開き!（2021年11月 KADOKAWA／2023年10月 角川文庫）
4. ひとり旅日和 福招き!（2022年11月 KADOKAWA／2024年10月 角川文庫）
5. ひとり旅日和 幸来る!（2023年11月 KADOKAWA）
6. ひとり旅日和 道続く!（2024年11月 KADOKAWA）
7. ふたり旅日和（2025年6月 KADOKAWA）

#### 湯けむり食事処 ヒソップ亭シリーズ
1. 湯けむり食事処 ヒソップ亭（2020年5月 講談社／2022年5月 講談社文庫）
2. 湯けむり食事処 ヒソップ亭2（2021年5月 講談社／2023年5月 講談社文庫）
3. 湯けむり食事処 ヒソップ亭3（2024年5月 講談社文庫）

#### きよのお江戸料理日記シリーズ
1. きよのお江戸料理日記（2020年11月 アルファポリス文庫）
2. きよのお江戸料理日記2（2021年8月 アルファポリス文庫）
3. きよのお江戸料理日記3（2022年4月 アルファポリス文庫）
4. きよのお江戸料理日記4（2023年4月 アルファポリス文庫）
5. きよのお江戸料理日記5（2024年4月 アルファポリス文庫）
6. きよのお江戸料理日記6（2025年4月 アルファポリス文庫）

#### ソロキャン!シリーズ
1. ソロキャン!（2022年8月 朝日文庫）
2. ソロキャン! 2（2023年7月 朝日文庫）
3. ソロキャン! 3（2024年7月 朝日文庫）
4. ソロキャン! 4（2025年7月 朝日文庫）

#### ノンシリーズ
- メシマズ狂想曲（2016年11月 小学館／2021年12月 角川文庫）- 文庫版では『おうちごはん修行中！』に改題
- 向日葵のある台所（2018年8月 KADOKAWA／2020年10月 角川文庫）
- マチのお気楽料理教室（2019年5月 講談社／2021年5月 講談社文庫）
- 深夜カフェ・ポラリス（2023年11月 アルファポリス／2025年2月 アルファポリス文庫）
- そんな部屋、あります!?（2025年5月 講談社文庫）